# Tipula (Acutipula) gansuensis
Tipula (Acutipula) gansuensis is een tweevleugelige uit de familie langpootmuggen (Tipulidae). De soort komt voor in het Palearctisch gebied.